# Due (Coma Cose)
Due è il terzo EP del duo musicale italiano Coma Cose, pubblicato il 20 marzo 2020.

## Descrizione
L'EP vede la partecipazione di Stabber alla produzione e, come anticipato dal titolo stesso, contiene solamente due tracce (Guerre fredde, entrato in rotazione radiofonica, e La rabbia).

## Tracce
1. Guerre fredde (feat. Stabber) – 3:48
2. La rabbia (feat. Stabber) – 2:35